# Лоренцо Матіеллі
Лоренцо Матіеллі (англ. Lorenzo Mattielli бл. 1678, Віченца, Італія — 28 квітня, 1748, Дрезден) — німецький скульптор доби бароко, італієць за походженням.

## Італійський період
Народився у місті Віченца. Точний місяць і рік народження невідомі.
Був знайомим з братами скульпторами Анжело та Ораціо Маріналі (1643-1720). Відомо, що 1705 року узяв шлюб із донькою Анжело Маріналі та був приєднаний до гільдії скульпторів міста Віченца. Разом із братами Маріналі працював над декором вілли Конті (нині вілла Лампертіко) біля Віченци. 

## Австрійський період

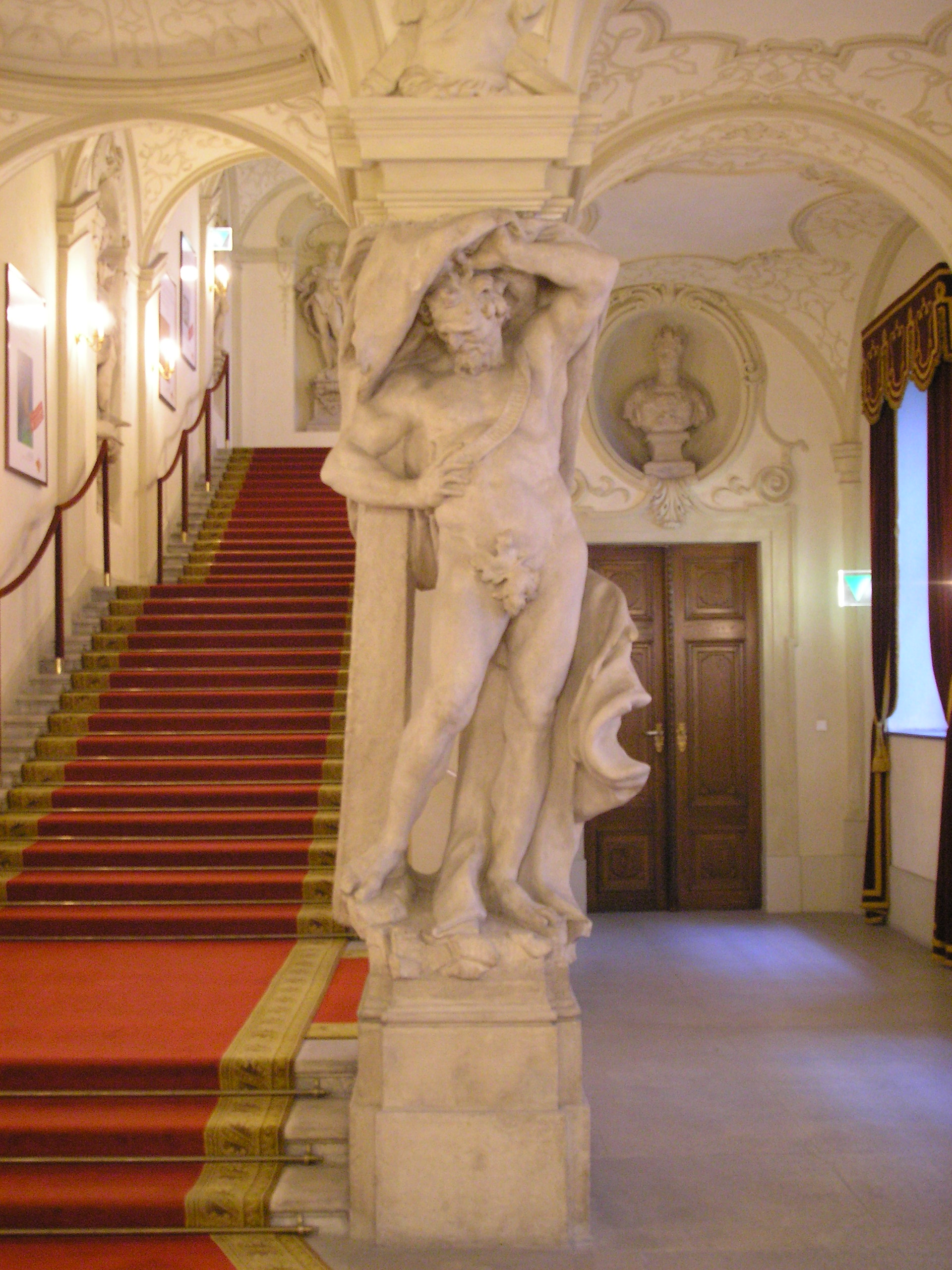
Лоренцо Матіеллі. Палац Кінських, атлант

Задокументована його поява у місті Відень 1712 року. за припущеннями, його перша дружина померла.
Серед перших замов майстра у Відні — декоративні скульптури для саду бароко  та скульптури для нового палацу багатого комерсанта Леопольда фон Енгельскірхнера за проектом архітектора Антоніо Бедуцці (1675–1735). Співпраця з Антоніо Бедуцці виявилася досить вдалою і тривалий час вони працювали разом, Бедуцці як архітектор, а Матіеллі як скульптор-декоратор.
Матіеллі став відомим митцем і мав низку замов від австрійських аристократів, працював скульптором у Карлскірхе, у Хофбурзі (декор імператорських стаєнь), у Шварценберзькому палаці, у Палаці Гаррах тощо. Серед найкращих зразків цього періоду — фігури атлантів для палацу принца Савойського у Відні. Вже 1714 року за протекцією архітектора Бедуцці він отримав посаду імператорського скульптора.
1737 року Лоренцо Матіеллі брав участь у конкурсі на створення фонтана «Мудре правління», вперше проведеному у Відні. Але патріотично налаштовані віденці віддали перевагу проекту австрійського скульптора Георга Рафаеля  Доннера — і не помилились. Доннер створив один з найкращих шедеврів у власній творчості.

## Праця в Дрездені
Саксонський курфюрст Фрідріх Август ІІ пошлюбився з донькою австрійського імператора. Австрійська принцеса добре знала про скульптора і настояла на запрошенні його на працю у Дрезден. 
До дрезденського періоду належить низка творів пізнього періоду творчості Лоренцо Матіеллі. Його замовниками були сам курфюрст та впливовий вельможа і меценат граф Брюль. Для Дрездена Лоренцо Матіеллі створив пишний фонтан Нептун у три яруси. Серед найбільш значимих робіт цього періоду — низка скульптур католицьких святих для парапету Дрезденського собору. Всіх скульптур було сімдесят вісім. Діяльно попрацював скульптор і над декором палаців для графа Брюля.

## Три шлюби
Лоренцо Матіеллі був у трьох шлюбах. Він батько одинадцяти дітей. Помер у Дрездені і був похований на старому католицькому кладовищі. Могила не збережена.

## Фонтан Нептун у Дрездені

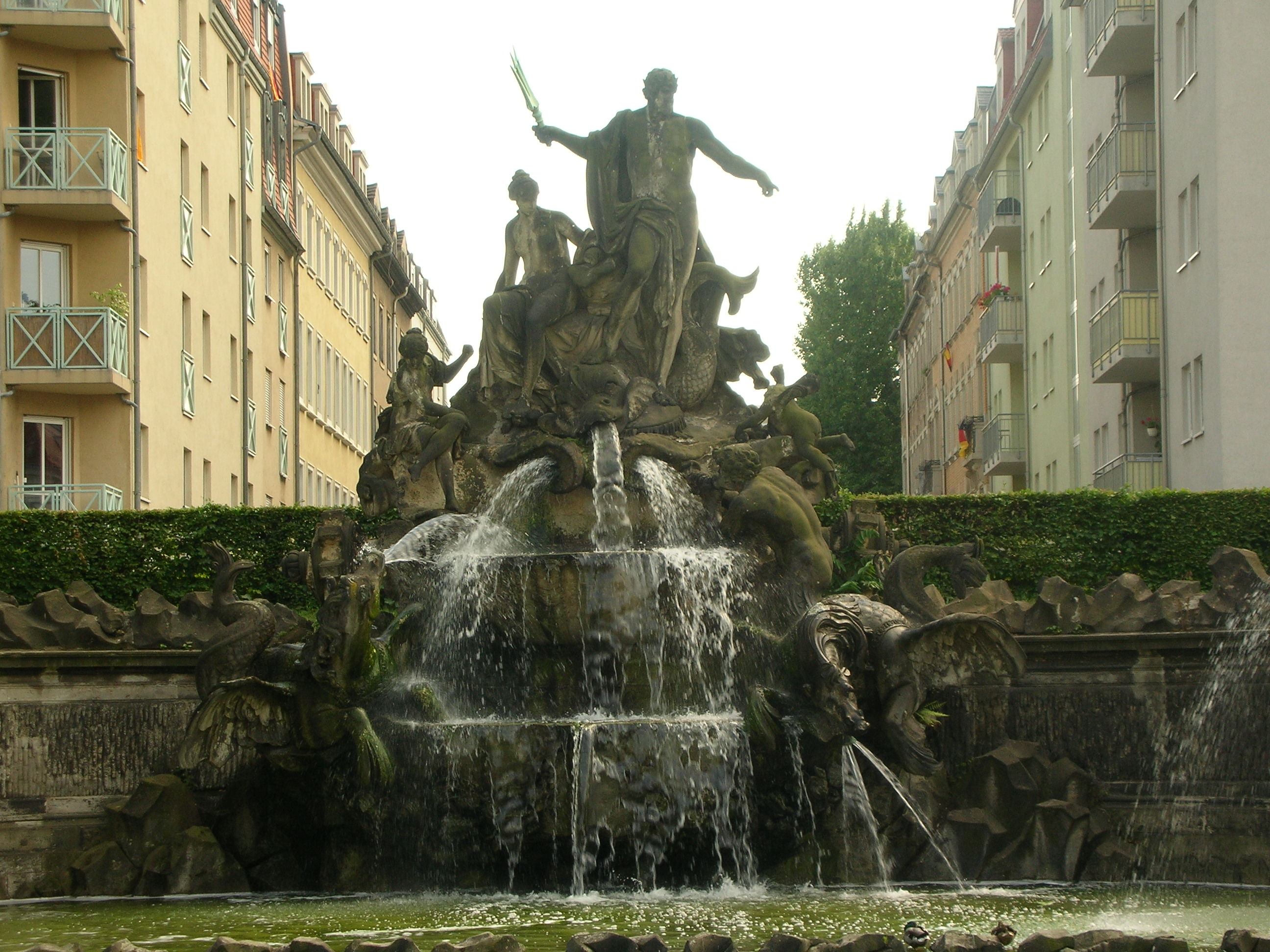

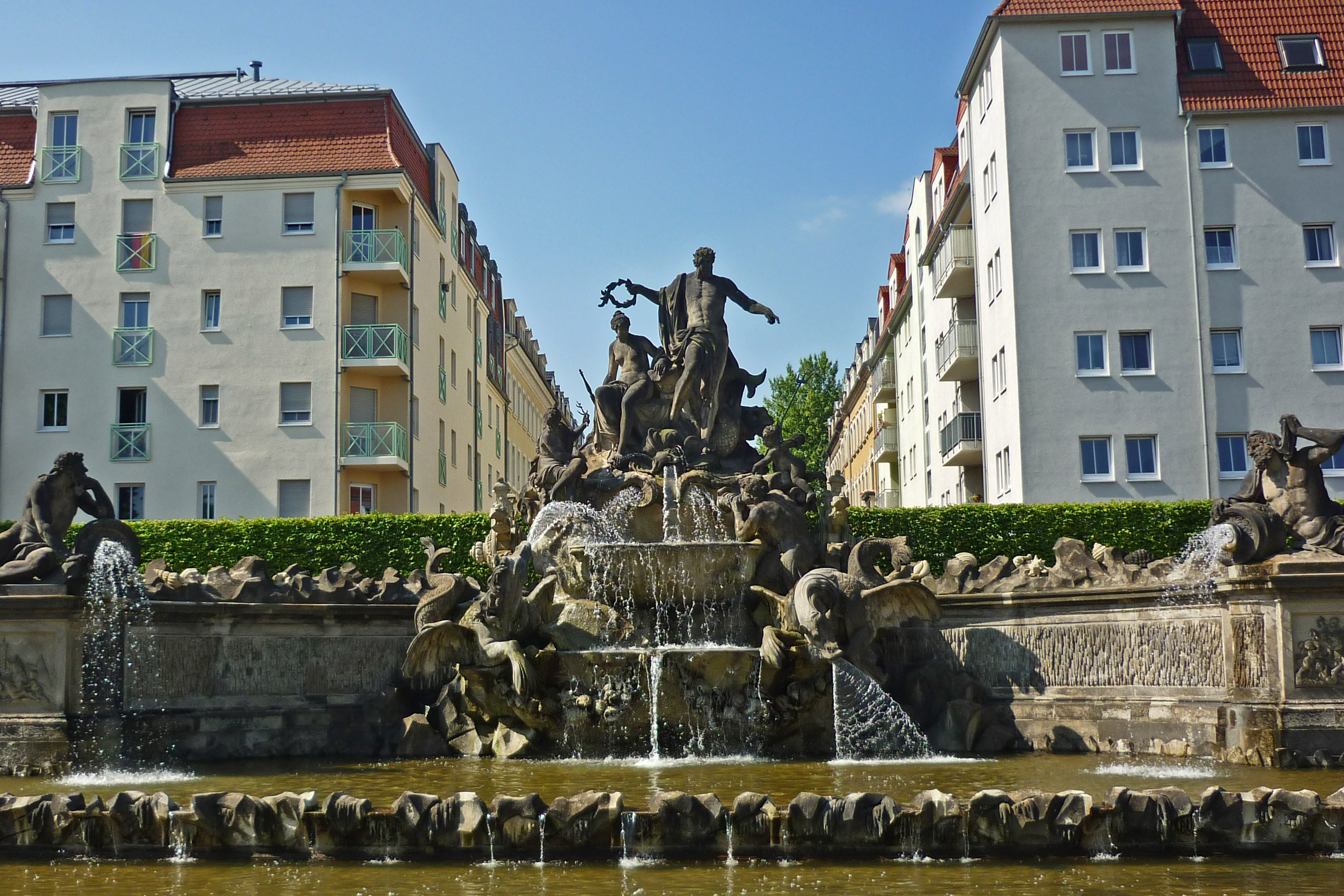
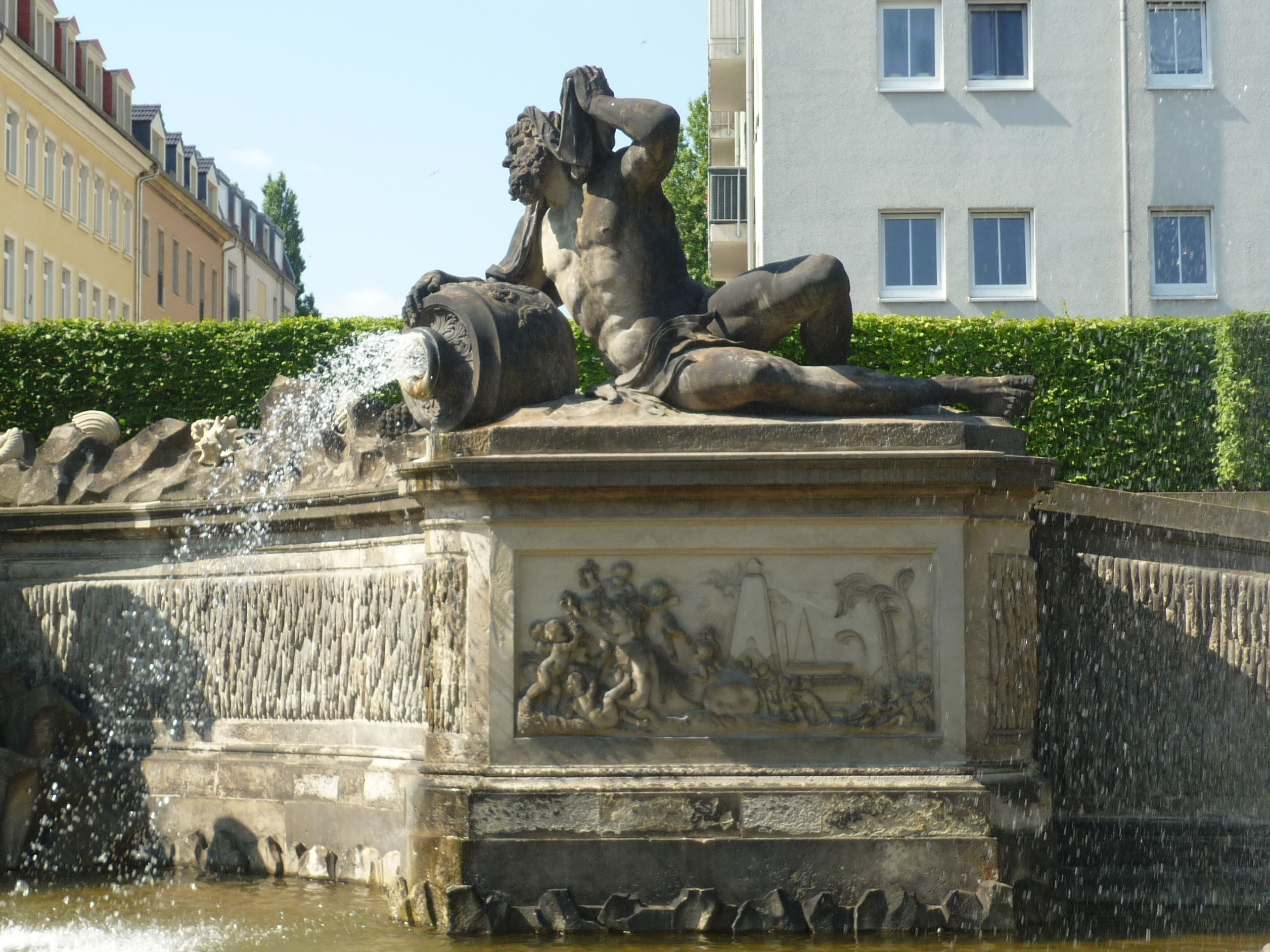
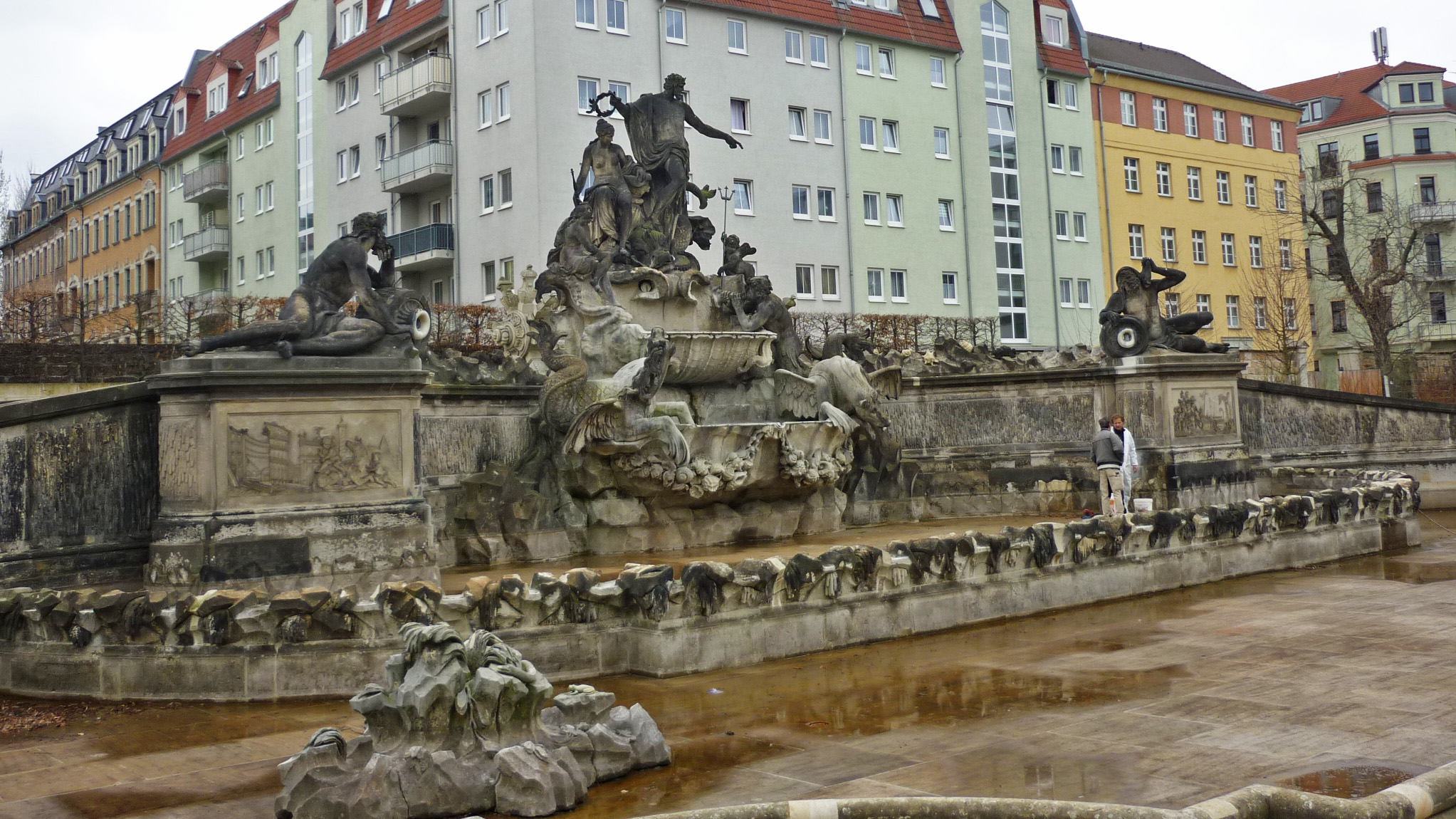
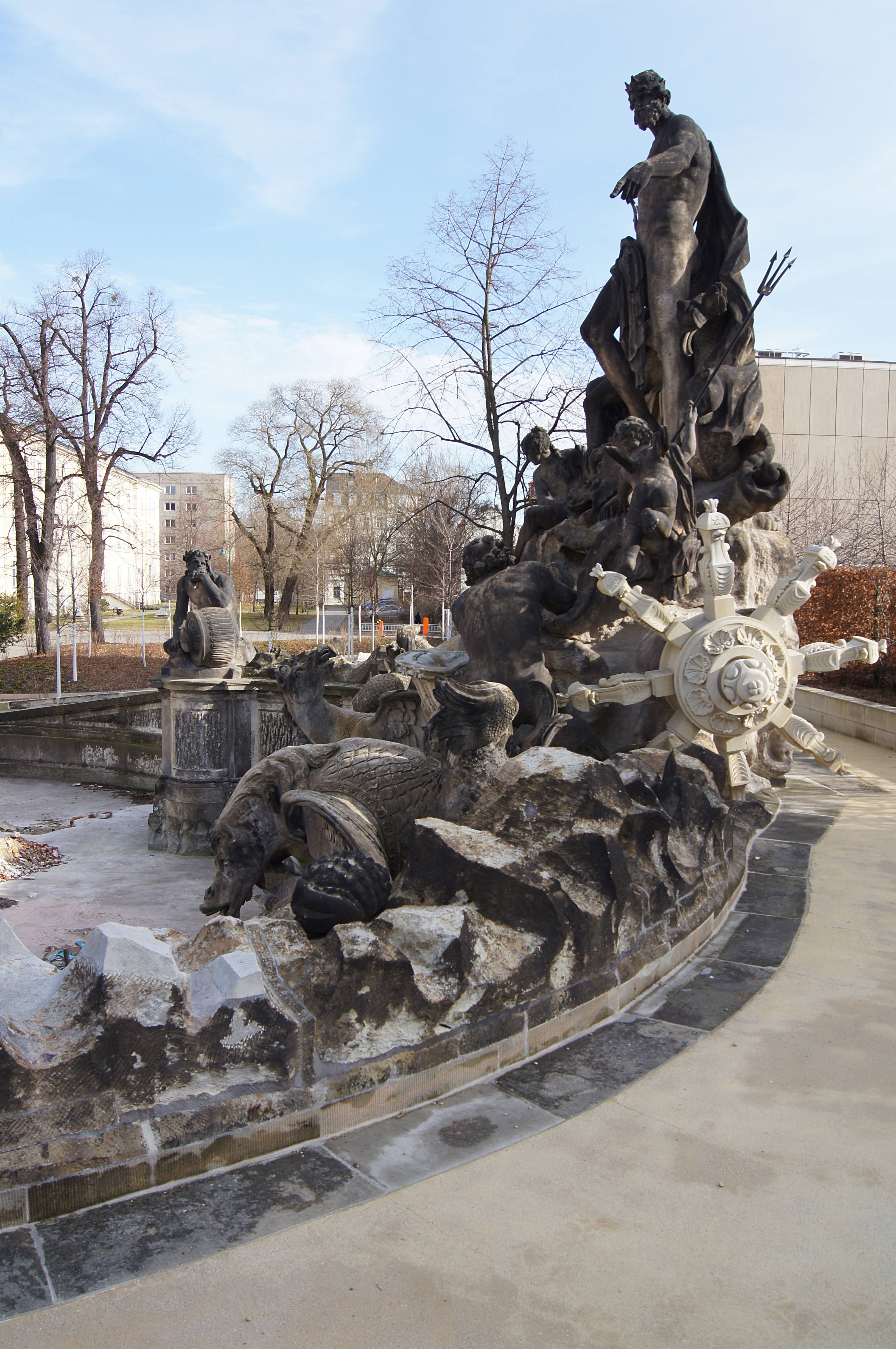

## Галерея обраних творів

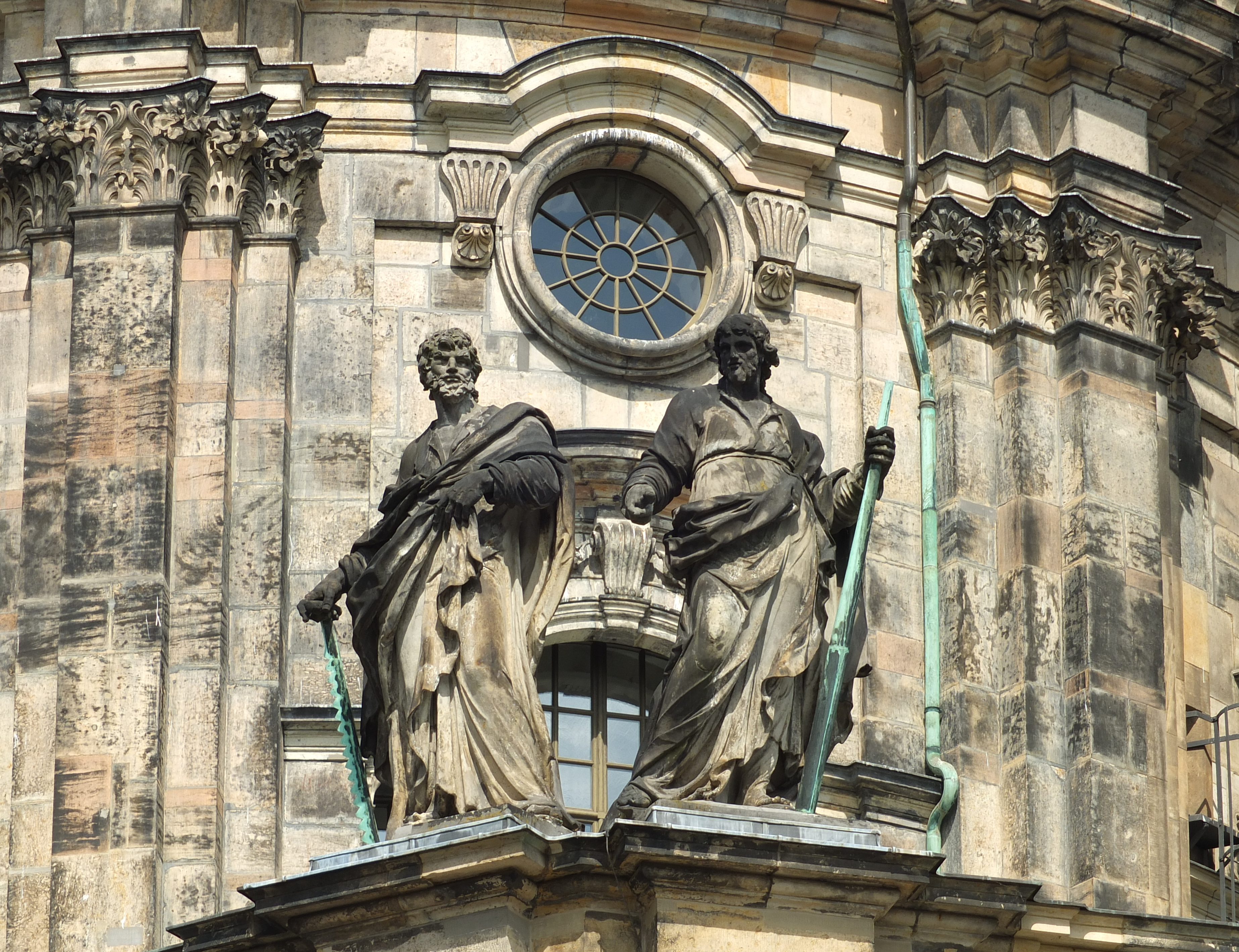

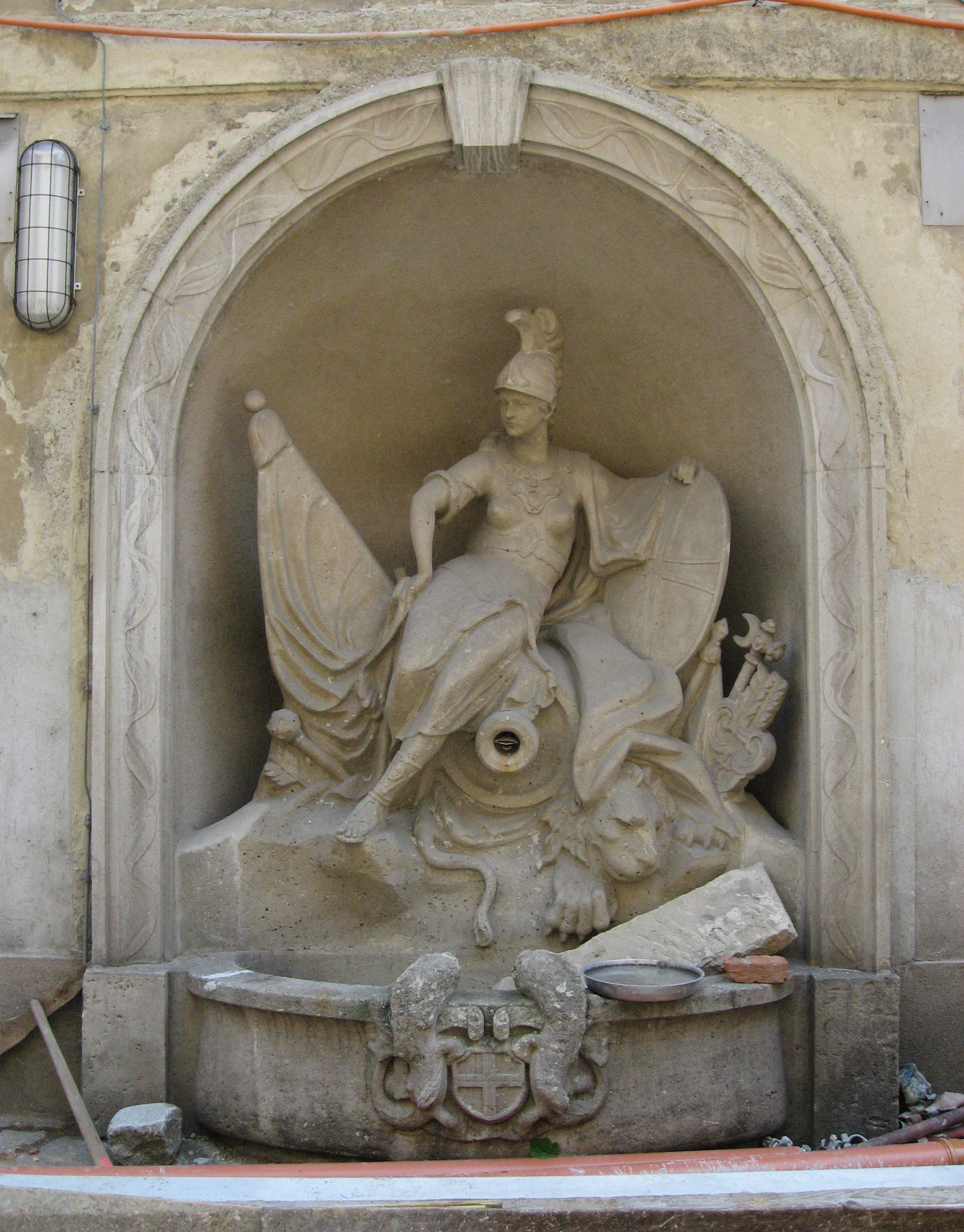
Фонтан «Беллона», Відень
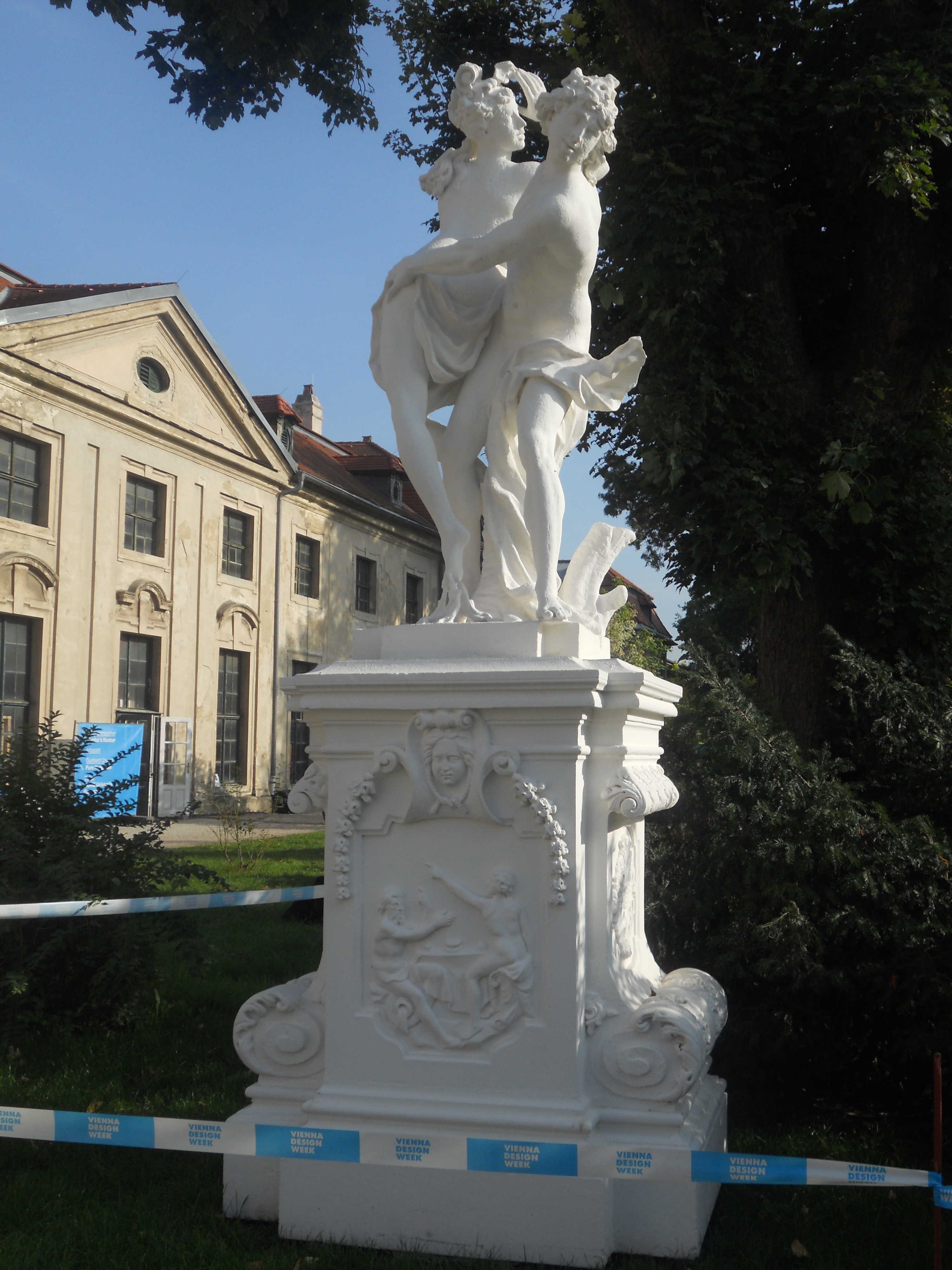
Викрадення Сабінянки
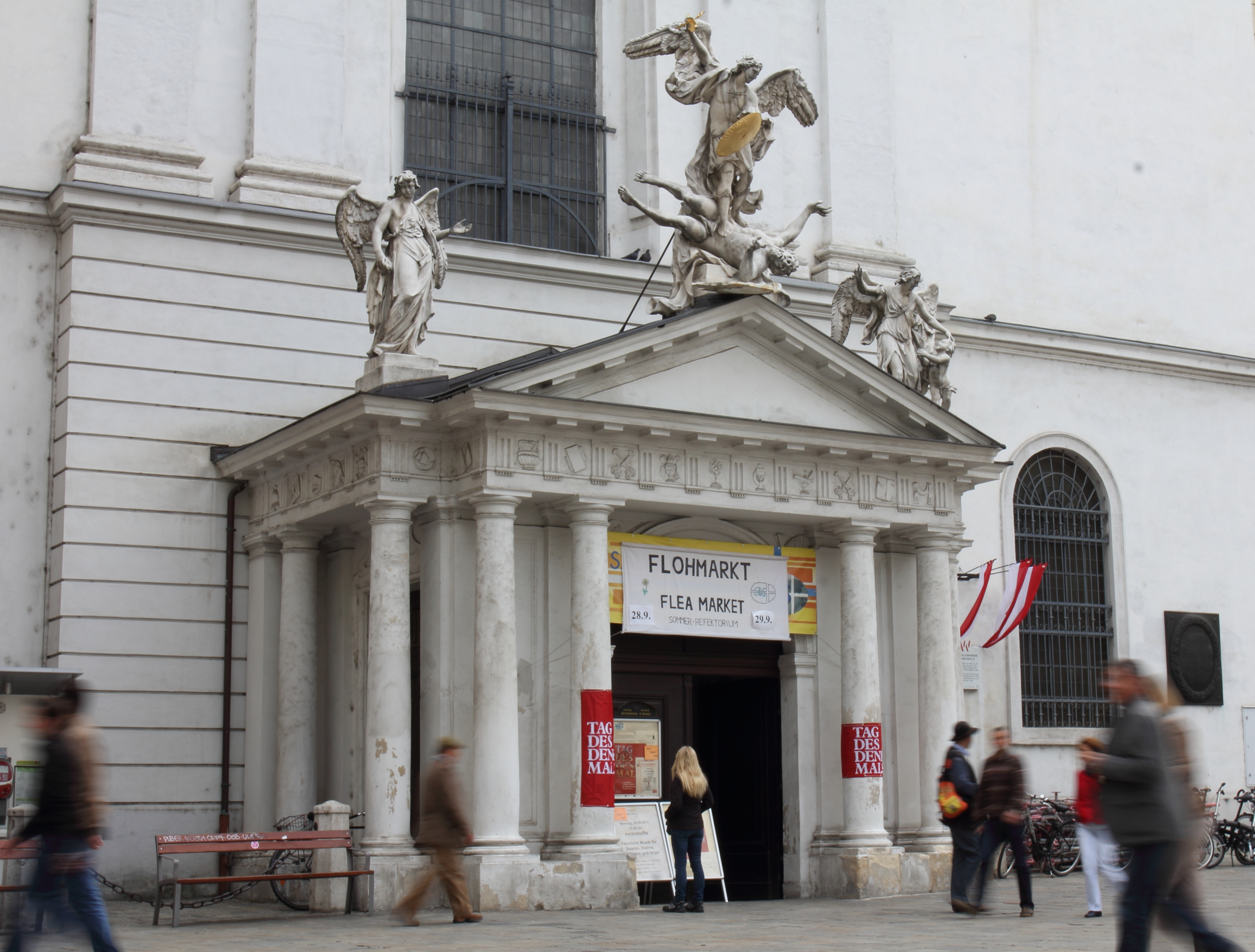
Головний портал церкви архангела Михаїла
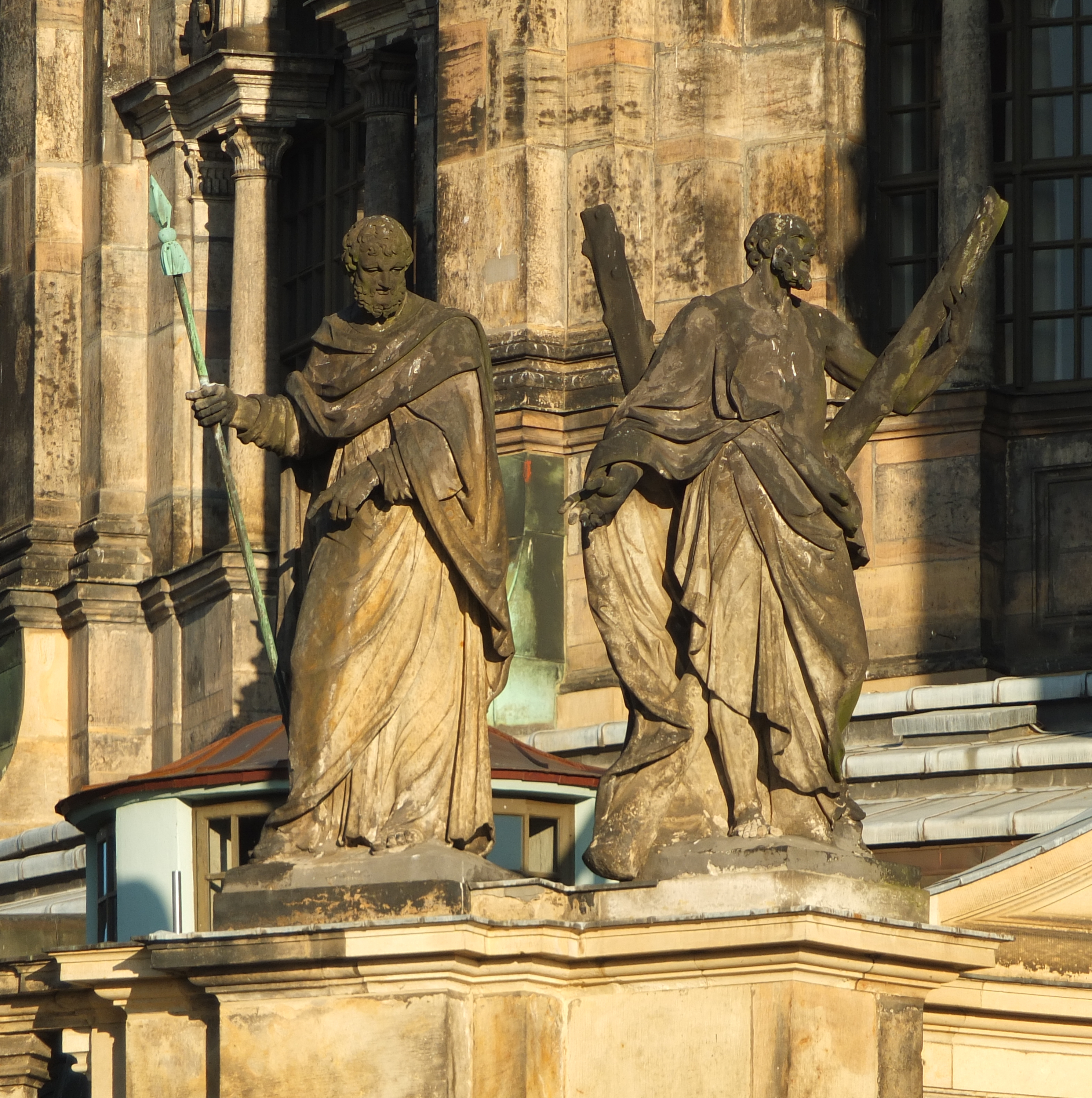
Св. Фома і Андрій Першозванний, Дрезден